# 马斯·克里斯蒂安森
马斯·克里斯蒂安森（丹麥語：Mads Christiansen，1986年5月3日—），丹麦男子手球运动员。他曾代表丹麦国家队参加2016年夏季奥林匹克运动会男子手球比赛，获得一枚金牌。